# Evangeline Adams

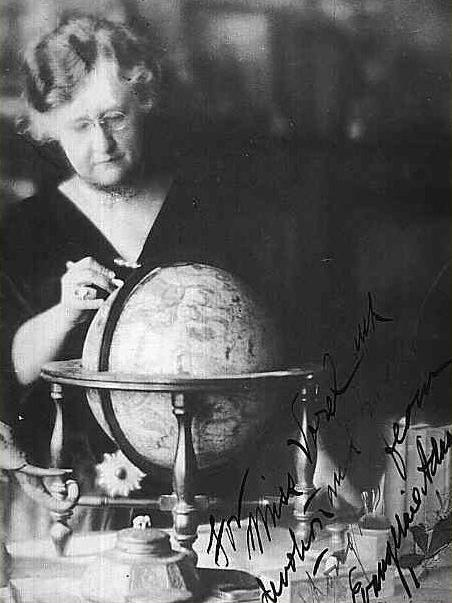
Evangeline Adams.

Evangeline Adams (* 8. Februar 1868 in Jersey City, New Jersey; † 12. November 1932 in New York, N.Y.) war eine US-amerikanische Beraterin, Astrologin und Buchautorin.

## Leben
Evangeline Adams arbeitete zunächst als praktische Astrologin in Boston. Im Jahr 1899 zog sie nach New York. Der Besitzer des Hotels, in dem sie zuerst wohnte, wurde in Tageszeitungen dahingehend zitiert, sie habe ihm, nach einer Deutung seines Horoskops befragt, einen unmittelbar bevorstehenden oder drohenden Brandvorfall vorausgesagt, der, da er die Warnung lachend als gegenstandslos abtat, sein Hotel tatsächlich zerstörte und Todesopfer auch in seiner Familie forderte. Evangeline Adams eröffnete dann eine astrologische Praxis in der Carnegie Hall. Unter ihren Kunden waren der Opernsänger Enrico Caruso und der britische König Eduard VII. Sie wurde 1911 und 1914 wegen Wahrsagerei (englisch: "fortune telling") angeklagt. Da sie dem Richter ein anonymisiertes persönliches Horoskop seines eigenen Sohnes erstellte und – seinem Eindruck nach zutreffend – deutete, wurde sie vom Vorwurf der illegalen Tätigkeit freigesprochen und ihre Arbeit als seriös anerkannt. Sie wurde zur bekanntesten Astrologin Amerikas ihrer Zeit. Neben mehreren Büchern astrologischen Inhalts verfasste sie im Alter von 58 Jahren ihre Autobiographie.